# Ike Aronowicz

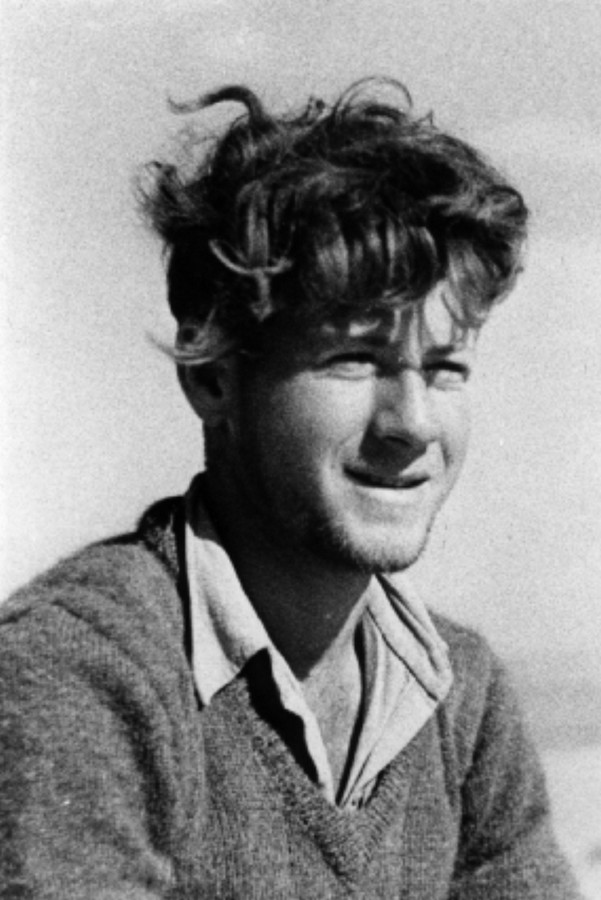
Ike Aronowitz

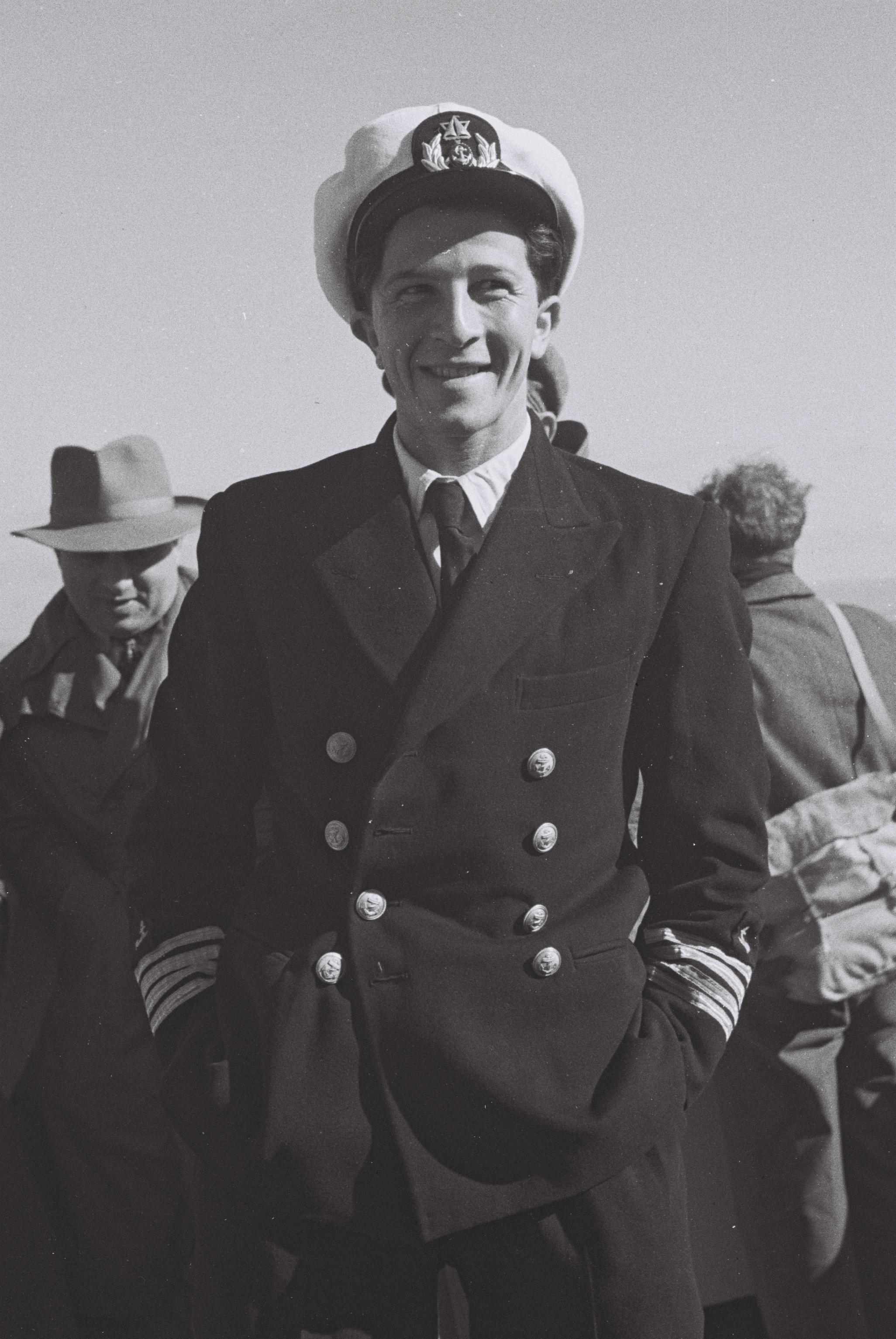
David Eldan: Aronowicz als Kapitän des SS Atzmaut (1949)

Ike Aronowicz, auch Yitzhak Ahronovitch und andere Transkriptionen, hebräisch יצחק (אייק) ארן-אהרונוביץ' (geboren 27. August 1923 in Łódź; gestorben 23. Dezember 2009 in Chadera, Israel), war ein polnisch-israelischer Reeder und 1947 Kapitän des Immigrantenschiffs Exodus.

## Leben
Yitzhak Aronowicz wuchs im Freistaat Danzig auf, im Jahr 1933 emigrierten seine Eltern mit ihm nach Palästina. Seinen Berufsweg begann er als Matrose auf Schiffen der britischen und norwegischen Handelsmarine im Mittelmeer. Im Jahr 1942 wurde er für die jüdische Untergrundorganisation Palmach rekrutiert, die auch Operationen auf See durchführte. 1947 übernahm er in Paulsboro in den USA das Kommando über das Schiff President Warfield (Exodus), das die Hagana gekauft hatte, um Displaced Persons und Holocaustüberlebende von Europa nach Palästina zu bringen. Aronowicz überführte das Schiff nach Porto Venere in Italien, wo es umgerüstet wurde und wo als Vertreter der Hagana Jossi Harel an Bord kam. Das Schiff wurde nach Sète gesteuert, wo die Einschiffung von 4500 Passagieren unter den Augen der französischen Hafenautorität stattfand, die das Auslaufen aber nicht verhinderte. Die britische Mandatsverwaltung, die die illegale Immigration in Palästina verhindern wollte, setzte Kriegsschiffe der Royal Navy ein, die das Schiff vor der Küste Palästinas aufbrachten, rammten und kaperten. Bei der Verteidigung des Schiffes durch die Passagiere, die von Aronowicz organisiert wurde, kamen drei Personen ums Leben. Die Passagiere wurden am 18. Juli 1947 im Hafen von Haifa ausgeschifft, interniert und mit anderen Schiffen nach Hamburg in die Britische Zone in Deutschland zurücktransportiert. Aronowicz und Harel konnten sich in Haifa der Verhaftung entziehen. Die Überfahrt und Landung in Haifa wurde von der Hagana öffentlichkeitswirksam inszeniert und erhöhte den Druck auf die britische Außenpolitik, sich aus dem Mandatsgebiet Palästina zurückzuziehen. Aronowicz erhielt anschließend das Kommando für das Schiff Pan York, das ebenfalls illegale Einwanderer nach Palästina brachte.
In dem 1958 erschienenen Roman Exodus verdichtete  Leon Uris die Aktionen der zwei Schiffskommandanten in einen Protagonisten, der eher Harel als Aronowicz nachempfunden ist, Paul Newman spielte 1959 diese Rolle in dem Film  Exodus.
Nach 1949 durchlief Aronowicz in Großbritannien die Ausbildung als Schiffsführer und machte die Patente zum dritten, zweiten und ersten Offizier. 1951 war er an einem Matrosenstreik beteiligt, der von der israelischen Regierung unterdrückt wurde. Aronowicz arbeitete als selbständiger Schiffsmakler. 1958 studierte er in den USA Politik an der Georgetown University (BA) und Ökonomie an der Columbia University (MBA). Er heiratete eine US-Amerikanerin, sie hatten zwei Kinder. Er zog wieder nach Israel, wo er eine Reederei betrieb, die mit Handelsschiffen Häfen in Ostasien bediente.

## Schriften
- mit Elsa Guillot: J'étais le capitaine de l'Exodus. Neuilly-sur-Seine : M. Lafon, 2008 ISBN 978-2-7499-0843-4